# Meng Huo
Meng Huo (孟獲T, 孟获S, Mèng HuòP; Nanzhong, II secolo – Regno Shu, III secolo) è stato un militare e aristocratico cinese vissuto a cavallo tra il II e il III secolo d.C., durante l'era conosciuta come periodo dei Tre Regni. Coinvolto in diverse discussioni con il regno Shu Han, fu catturato dal famoso generale e stratega Zhuge Liang per sette volte, prima di arrendersi definitivamente a lui e accettare un'alleanza militare con il suo regno, dopo che quest'ultimo aveva invaso la regione del Nanzhong (a sud di Shu Han e attualmente comprendente parte della Cina meridionale).
Nella storiografia ufficiale, il nome di Meng Huo compare come cittadino dell'impero Han. Tuttavia, l'immagine popolare del militare segue maggiormente quella dell'opera Il romanzo dei Tre Regni di Luo Guanzhong, nella quale egli è dipinto come il capo di una tribù di barbari del sud. Nel romanzo, Meng Huo è sposato con un'immaginaria Signora Zhurong, che si dichiara discendente del dio del fuoco, Zhu Rong.

## NelRomanzo dei Tre Regni
- Nel terzo anno del Jian Xing arrivò a Yizhou un comunicato che annunciava, "Meng Huo ha condotto 100 000 uomini della tribù di Man attraverso i nostri confini per saccheggiare i villaggi". (Capitolo 87 - Paragrafo 2)
- Nonostante le proteste del Consigliere di Corte Wang Lian (Wenyi), Zhuge Liang (Kongming) parte alla testa di 500 000 soldati contro le forze del sud.
- Le forze di Shu erano condotte da Zhuge Liang, dai suoi generali Zhao Yun e Wei Yan e dai suoi luogotenenti Wang Ping e Zhang Yi.
- Meng Huo parla a Zhuge Liang: "Tutti i territori della valle del fiume appartenevano un tempo a qualcun altro. Il tuo signore se ne è impadronito con la forza e si è autoproclamato imperatore. I miei antenati detenevano queste terre, che tu hai invaso così barbaramente". (87-36)
- Zhuge Liang cattura e libera Meng Huo: "Posso catturarlo ancora con facilità ogni qual volta io voglia. Ma la pacificazione del sud ci richiede di sottomettere i cuori della gente di Man". (88-1)
- Durante la conquista, Meng Huo viene catturato da Zhuge Liang in sette occasioni diverse. Inoltre, diversi generali e luogotenenti Nanman vengono catturati e trattati con gentilezza. Ciò causò diverse loro ritirate e, infine, la pacificazione del sud.
- Zhuge Liang: "Immaginavo che il nemico si sarebbe aspettato un agguato nella foresta, per questo ho eretto dei vessilli come esca per confonderli. Non ci sono mai state delle truppe lì. Dopodiché, ho fatto perdere a Wei Yan una serie di battaglie per rafforzare la loro fiducia in se stessi... Ho ordinato a Ma Dai di schierare i carri neri nella vallata - questi erano stati precedentemente caricati con catapulte di fuoco chiamate 'tuono della terra', ognuna delle quali conteneva nove missili... Abbiamo isolato la strada e bruciato il nemico..." (90-41)
- Alla fine, Meng Huo ammette la sconfitta: "Sette volte catturato, sette volte liberato! Una cosa simile non era mai successa! Sebbene io mi trovi oltre la portata della grazia imperiale, non sono totalmente ignorante dei rituali, di ciò che la correttezza e l'onore richiedono. No, non sono così svergognato!" Successivamente, si strappò una delle maniche (un segno di giuramento) e si impegnò: "Per la forza celestiale del Cancelliere, gli abitanti del sud non si ribelleranno mai più". (90-44)

## Riferimenti moderni
Meng Huo è un personaggio con il quale è possibile giocare nella serie di videogiochi Dynasty Warriors, della Koei. Comparendo dal terzo fino al quinto capitolo della saga del gioco, il suo personaggio è dipinto come forte, alto, enorme e altruista, sebbene non intelligentissimo. Inizialmente assente da Dynasty Warriors 6, ritorna poi in Dynasty Warriors 6 Empires e DW: Strikeforce per PSP, nei quali brandisce una colonna di pietra invece di due grosse clave, come faceva nei capitoli precedenti. In questi ultimi due titoli, il suo personaggio è rappresentato come più muscoloso e meno grasso.
Nella saga Xtreme Legends all'interno di DW4 e DW5, lavora insieme al dio del fuoco Zhu Rong e al popolo Nanman per respingere le forze della famiglia Sima e del Regno di Wei. In Extreme Legends di DW3 e DW5, riunisce le terre del sud sotto l'egemonia del popolo Nanman.
In Warriors Orochi ambientato in Giappone, Meng Huo viene salvato da Zhao Yun insieme alla moglie, Zhu Rong. Nel sequel, marito e moglie vengono salvati dalle forze di Wu. In seguito, il popolo Nanman si allea con Sun Jian per respingere il furioso attacco di Kiyomori sul monte Yamazaki. Nell'episodio Dream Mode, Meng Huo convince la moglie e Inahime che sta aiutando Okuni per dei motivi di beneficenza, mentre invece ruba oro al clan Saika, a Cao Pi e alla stessa Zhu Rong insieme a Ishikawa Goemon e Okuni. Questi ultimi respingono diversi agguati ninja e rubano i beni di Hideyoshi, per poi sconfiggerlo definitivamente.